# Máy tính xách tay

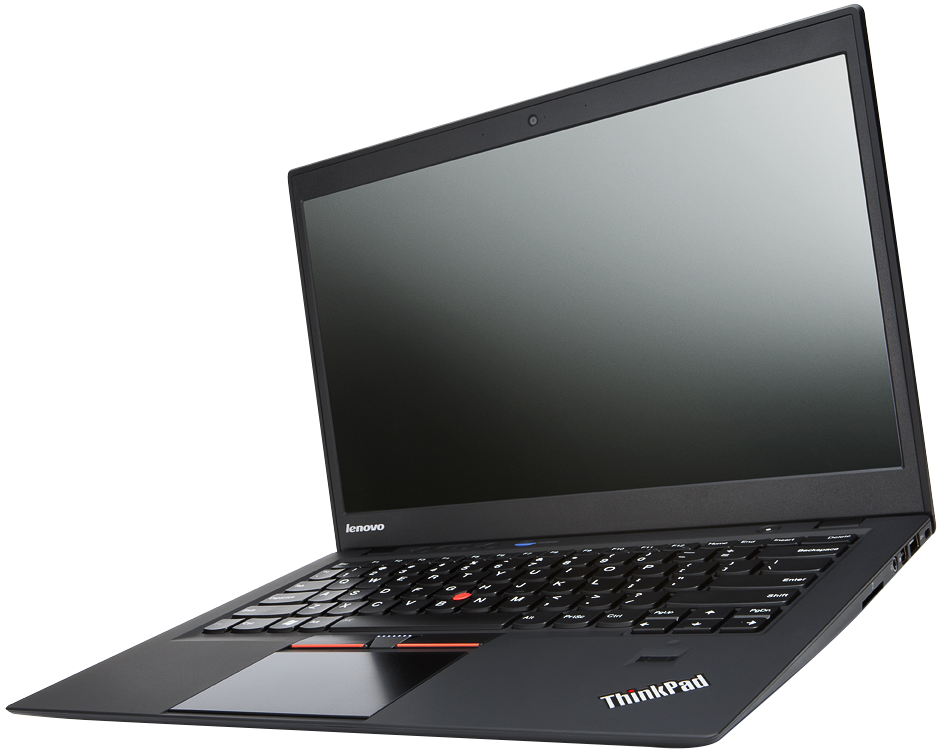
Một chiếc laptop Lenovo "thời hiện đại"

Máy tính xách tay hay máy vi tính xách tay (Tiếng Anh: Laptop computer, Notebook computer, hay Laptop, Notebook, PC) là một chiếc máy tính cá nhân nhỏ gọn có thể mang xách được. Nó thường có trọng lượng nhẹ, tùy thuộc vào hãng sản xuất và kiểu máy dành cho mỗi đối tượng có mục đích sử dụng khác nhau.
Laptop thường có một màn hình LCD hoặc LED mỏng gắn bên trong nắp trên vỏ máy và bàn phím chữ kết hợp số ở bên trong nắp dưới vỏ máy. Để sử dụng máy tính người sử dụng sẽ mở tách hai phần trên dưới của máy. Laptop khi không dùng đến sẽ được gấp lại, và do đó nó thích hợp cho việc sử dụng khi di chuyển. Mặc dù ban đầu có một sự khác biệt giữa laptop, netbook và ultrabook, với chiếc laptop lớn hơn và nặng hơn netbook, nhưng đến năm 2014, sự khác biệt hầu như không có. Laptop thường được sử dụng trong nhiều hoàn cảnh, chẳng hạn như tại nhà(gia đình), trong văn phòng, lướt Internet, chơi trò chơi, giải trí cá nhân và V.v...
Một Laptop tiêu chuẩn kết hợp các bộ phận, đầu vào(Input), đầu ra(Output) và các bộ phận cơ bản của máy tính để bàn, bao gồm màn hình máy tính, loa nhỏ, một bàn phím, thiết bị chuột (một touchpad hay trackpad), Ổ đĩa cứng, ổ đĩa quang, một bộ xử lý, và bộ nhớ máy tính được kết hợp thành một khối. Hầu hết các laptop hiện đại đều có webcam và microphone sẵn, và một số máy tính laptop khác còn có màn hình cảm ứng. Laptop có thể lấy nguồn từ pin có sẵn bên trong và được sạc lại hay cấp nguồn trực tiếp từ nguồn điện bên ngoài thông qua AC adapter. Các chi tiết phần cứng, chẳng hạn như tốc độ xử lý và dung lượng bộ nhớ, khác nhau theo từng cấu hình Laptop, dòng máy tính, nhà sản xuất và mức giá.
Các yếu tố thiết kế, yếu tố hình dáng và cấu trúc cũng có thể thay đổi đáng kể giữa các mô hình tùy thuộc vào mục đích sử dụng. Ví dụ về các mô hình Laptop chuyên dụng bao gồm Laptop chắc chắn để sử dụng trong các ứng dụng trong ngành xây dựng hoặc quân sự cũng như Laptop có giá thành sản xuất thấp như các Laptop từ tổ chức One Laptop per Child (OLPC) có các tính năng mới như bộ nạp năng lượng từ mặt trời và linh kiện bán linh hoạt không có trên hầu hết các laptop. Các Laptop đời cũ sau này được phát triển thành các Laptop hiện đại, ban đầu được coi là một thị trường nhỏ, chủ yếu cho các ứng dụng chuyên ngành, chẳng hạn như cho quản trị viên, kế toán viên, nhân viên bán hàng hay di chuyển và trong quân đội,V.v...
Trong quá trình máy tính di động phát triển thành Laptop hiện đại ngày nay, chúng trở nên phổ biến rộng rãi và được sử dụng cho nhiều mục đích khác nữa.

## Các biến thể thuật ngữ
Các thuật ngữ máy laptop được sử dụng thay thế cho nhau để mô tả một máy tính xách tay bằng tiếng Anh, mặc dù ở một số nơi trên thế giới này có thể được ưa thích hơn. Có một số câu hỏi về nguyên gốc và tính đặc hiệu của một trong hai thuật ngữ, thuật ngữ laptop dường như đã được đặt ra vào đầu những năm 1980 để mô tả một máy tính di động có thể được sử dụng trên đùi và để phân biệt các thiết bị này với trước đó, nặng hơn nhiều, laptop (không chính thức gọi là "luggables"). Thuật ngữ "laptop" dường như đã đạt được tiền tệ sau đó khi các nhà sản xuất bắt đầu sản xuất các thiết bị cầm tay nhỏ hơn, giảm hơn nữa trọng lượng cùng với kích thước của chúng và kết hợp màn hình với kích thước gần bằng giấy A4; Chúng được bán trên thị trường dưới dạng laptop để phân biệt với máy tính để bàn cồng kềnh. Bất kể từ nguyên, vào cuối những năm 1990, các thuật ngữ có thể thay thế cho nhau.

## Lịch sử

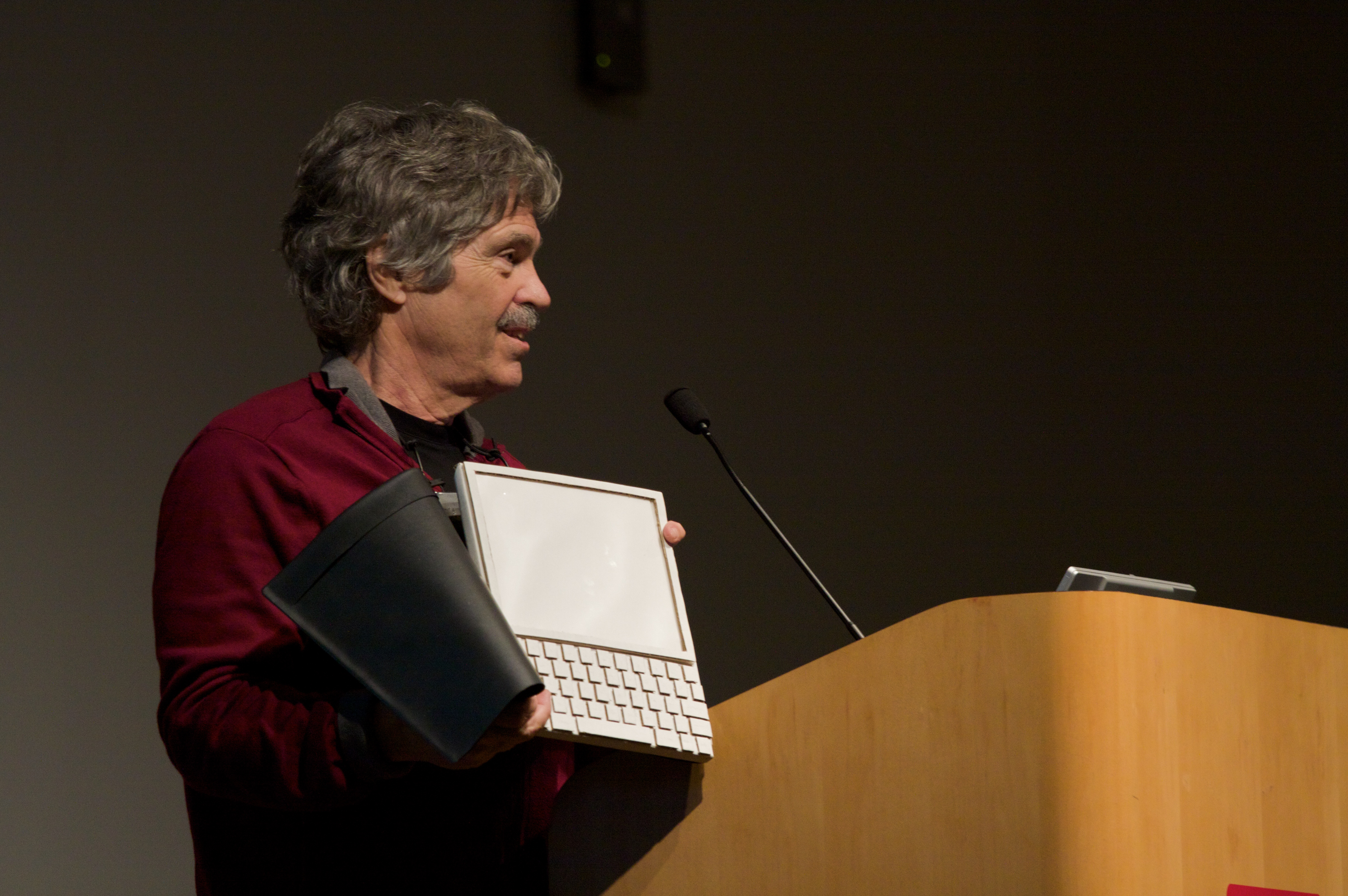
Alan Kay cầm mockup của khái niệm Dynabook của mình (ảnh: 2008 ở Mountain View, California)

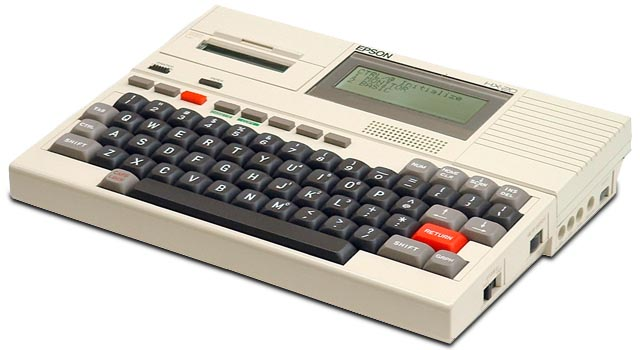
Epson HX-20, máy tính xách tay đầu tiên, được phát minh vào năm 1980 và được giới thiệu vào năm 1981

Khi máy tính cá nhân (PC) trở nên khả thi vào năm 1971, ý tưởng về một máy tính cá nhân di động đã sớm xuất hiện. Một "trình xử lý thông tin cá nhân, di động" đã được Alan Kay tưởng tượng tại Xerox PARC vào năm 1968, và được mô tả trong bài báo năm 1972 của ông là "Dynabook". Máy tính cầm tay APL Machine Portable (SCAMP) của IBM đã được trình diễn vào năm 1973. Nguyên mẫu này dựa trên bộ xử lý PALM của IBM. IBM 5100, máy tính xách tay thương mại đầu tiên xuất hiện vào tháng 9 năm 1975 và dựa trên nguyên mẫu SCAMP.
Khi các máy CPU 8 bit được chấp nhận rộng rãi, số lượng thiết bị di động tăng lên nhanh chóng. Máy tính xách tay có kích thước máy tính xách tay đầu tiên là Epson HX-20, được phát minh (được cấp bằng sáng chế) bởi Yukio Yokozawa của Suwa Seikosha vào tháng 7 năm 1980, được giới thiệu tại triển lãm máy tính COMDEX ở Las Vegas của công ty Nhật Bản Seiko Epson vào năm 1981, và phát hành vào tháng 7 năm 1982. Nó có màn hình LCD, pin sạc và máy in cỡ máy tính, trong khung máy nặng 1,6 kg (3,5 lb), kích thước của một máy tính xách tay A4. Nó được mô tả như một máy tính "máy tính xách tay" và "máy tính xách tay" trong bằng sáng chế của nó.

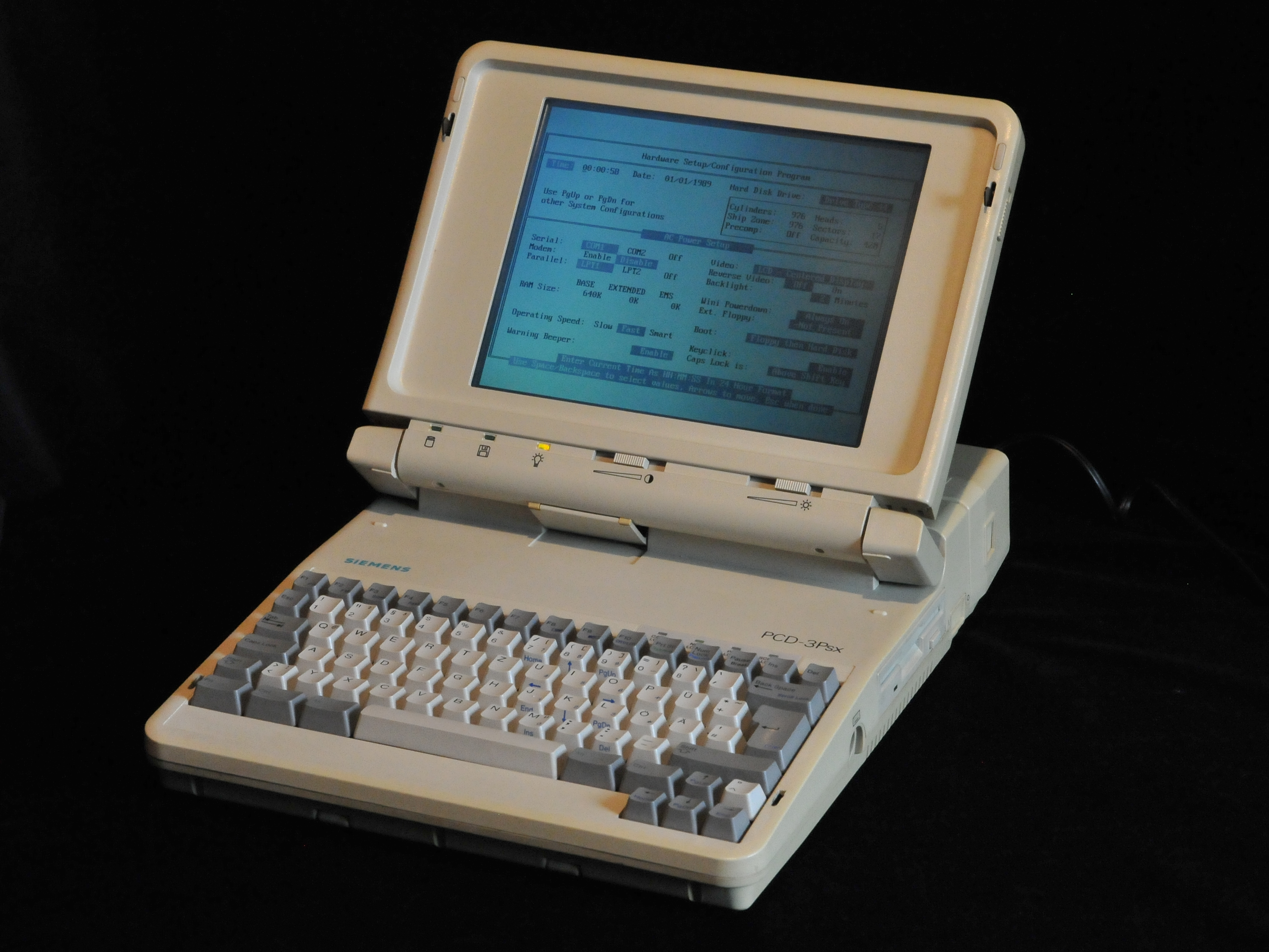
Một máy tính xách tay Siemens PCD-3Psx, được phát hành vào năm 1989

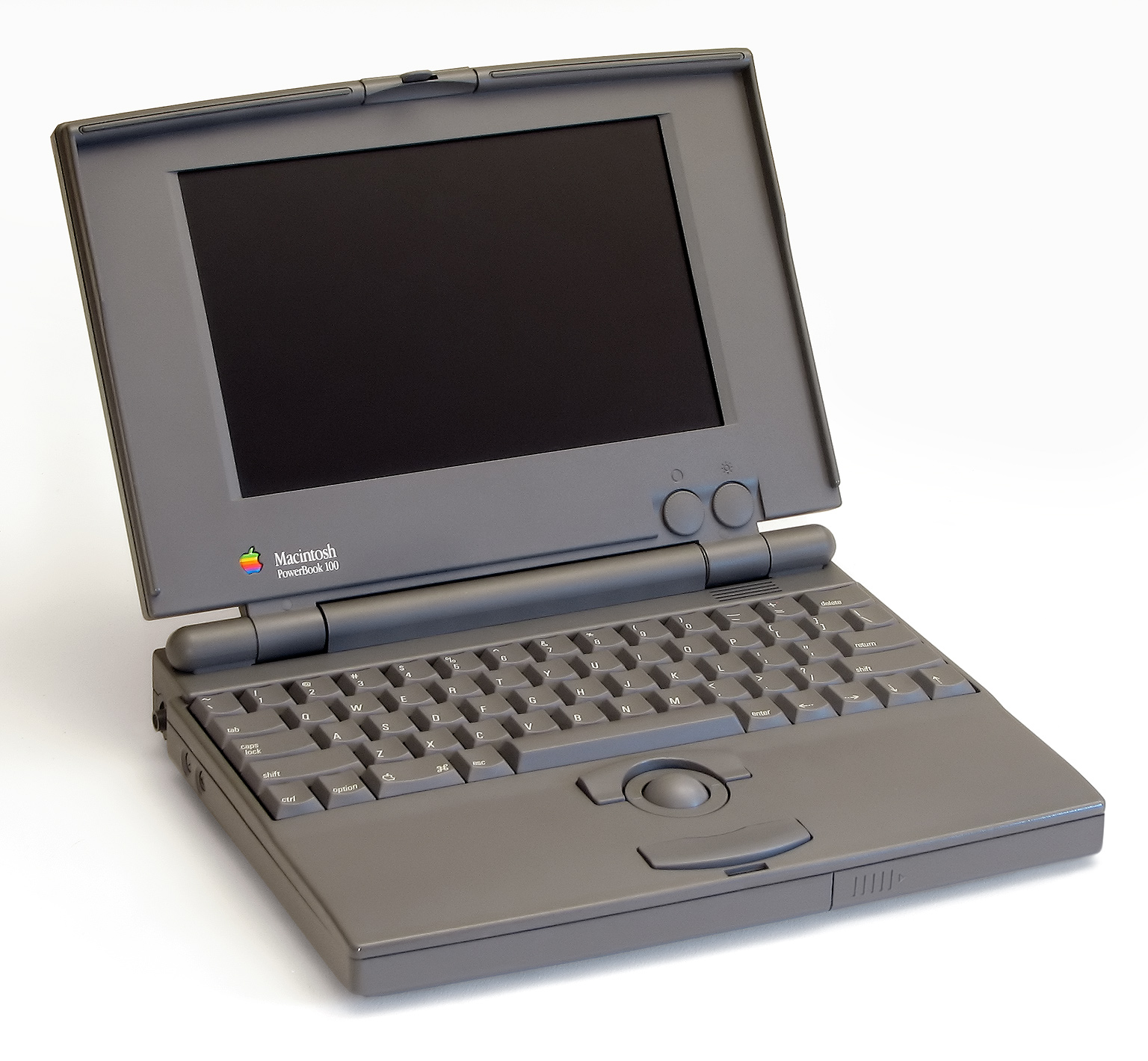
Powerbook 100 của dòng sản phẩm Macintosh vào năm 1991

Cổng máy tính siêu nhỏ cầm tay của công ty Pháp R2E Micral CCMC chính thức xuất hiện vào tháng 9 năm 1980 tại triển lãm Sicob ở Paris. Đó là một máy vi tính cầm tay được thiết kế và tiếp thị bởi bộ phận nghiên cứu và phát triển của R2E Micral theo yêu cầu của công ty CCMC chuyên về biên chế và kế toán. Nó dựa trên bộ xử lý Intel 8085, 8 bit, tốc độ 2 MHz. Nó được trang bị RAM 64 KB trung tâm, bàn phím với 58 phím số alpha và 11 phím số (khối riêng biệt), màn hình 32 ký tự, đĩa mềm: dung lượng = 140 00 ký tự, của máy in nhiệt: speed = 28 ký tự / giây, kênh không đồng bộ, kênh đồng bộ, nguồn điện 220 V. Nó nặng 12 kg và kích thước của nó là 45 x 45 x 15 cm. Nó cung cấp tổng số di động. Hệ điều hành của nó là Prologue có tên thích hợp.
Chiếc Laptop đầu tiên là một chiếc Osborne 1 ra đời năm 1981, là một máy tính có thể sử dụng được, sử dụng Zilog Z80 và nặng 24,5 pound (11,1 kg).Nó không có pin, màn hình ống tia âm cực (CRT) 5 in (13 cm) và ổ đĩa mềm mật độ đơn 5,25 in (13,3 cm). Cả Tandy / RadioShack và Hewlett Packard (HP) cũng sản xuất laptop có thiết kế khác nhau trong giai đoạn này.
Những laptop đầu tiên sử dụng yếu tố hình thức lật xuất hiện vào đầu những năm 1980. Dulmont Magnum được phát hành tại Úc vào năm 1981 1982, nhưng không được bán trên thị trường quốc tế cho đến năm 1984. 8.150 đô la Mỹ (21.160 đô la Mỹ ngày nay) GRiD Compass 1101, phát hành năm 1982, được sử dụng tại NASA và quân đội, trong số những người khác. Sharp PC-5000, Ampere và Gavilan SC được phát hành vào năm 1983. Gavilan SC được nhà sản xuất mô tả là "máy tính xách tay", trong khi Ampere có thiết kế vỏ sò hiện đại. Toshiba T1100 đã giành được sự chấp nhận không chỉ trong số các chuyên gia PC mà cả thị trường đại chúng như một cách để có tính di động của PC.
Từ năm 1983 trở đi, một số kỹ thuật nhập liệu mới đã được phát triển và đưa vào laptop, bao gồm bàn di chuột (Gavilan SC, 1983), thanh trỏ (IBM ThinkPad 700, 1992) và nhận dạng chữ viết (Linus Write-Top, 1987). Một số CPU, chẳng hạn như Intel i386SL năm 1990, được thiết kế để sử dụng năng lượng tối thiểu để tăng tuổi thọ pin cho laptop và được hỗ trợ bởi các tính năng quản lý năng lượng động như Intel SpeedStep và AMD PowerNow! trong một số thiết kế.
Màn hình đạt độ phân giải 640x480 (VGA) vào năm 1988 (Compaq SLT / 286) và màn hình màu bắt đầu trở thành một bản nâng cấp phổ biến vào năm 1991, với sự gia tăng độ phân giải và kích thước màn hình xảy ra thường xuyên cho đến khi giới thiệu laptop màn hình 17 "vào năm 2003. được sử dụng trong các thiết bị di động, được khuyến khích bởi sự ra đời của các ổ đĩa 3,5 "vào cuối những năm 1980 và trở nên phổ biến trong các laptop bắt đầu bằng việc giới thiệu các ổ đĩa 2,5" và nhỏ hơn vào khoảng năm 1990, dung lượng thường bị tụt hậu so với các ổ đĩa máy tính để bàn lớn hơn. CD-ROM chỉ đọc theo sau là CD có thể ghi và các đầu phát DVD và Blu-ray chỉ đọc hoặc ghi được, đã trở nên phổ biến trong các laptop vào đầu những năm 2000.

## Thiết kế

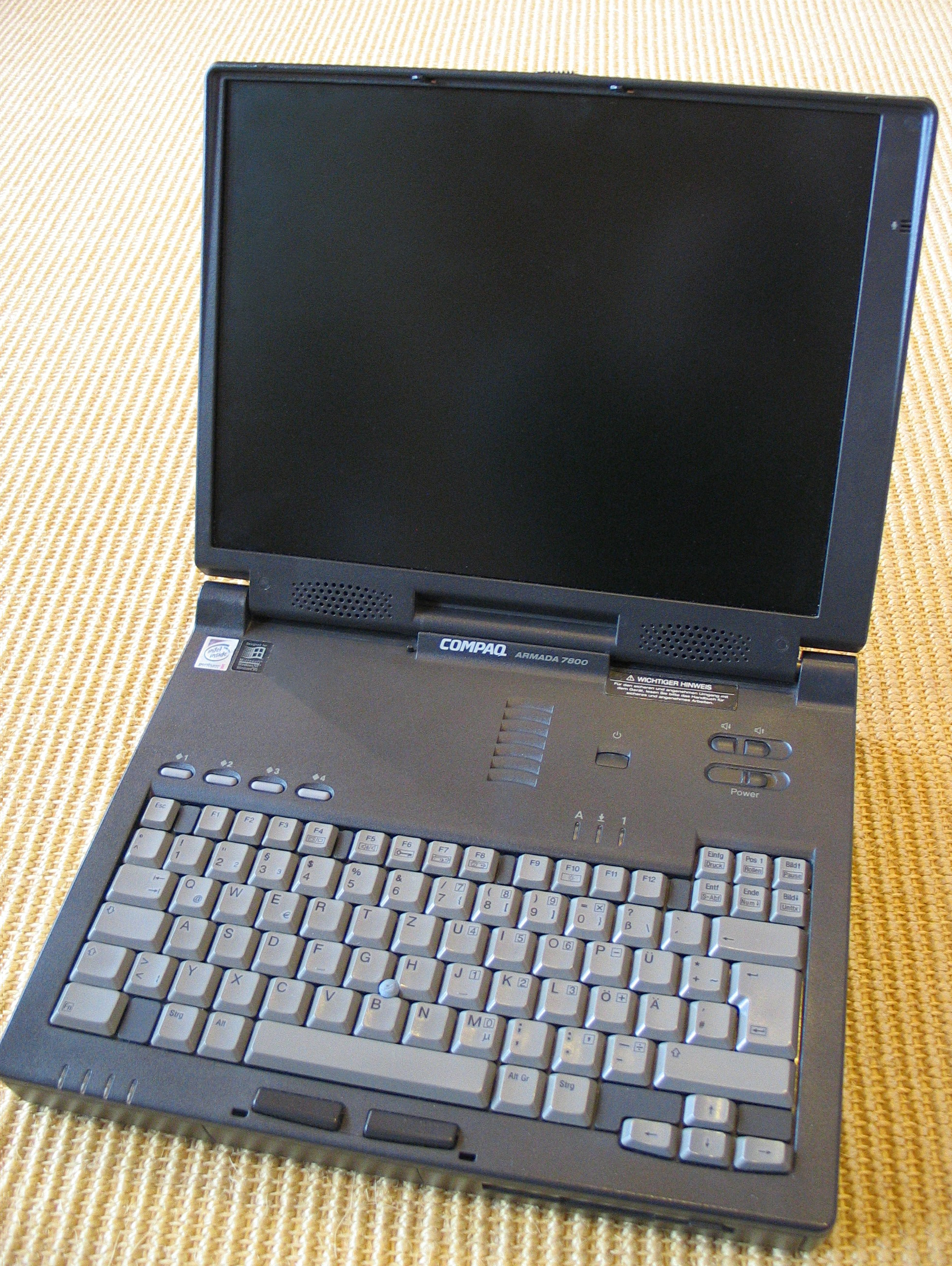
Máy tính xách tay Compaq Armada từ cuối thập niên 1990

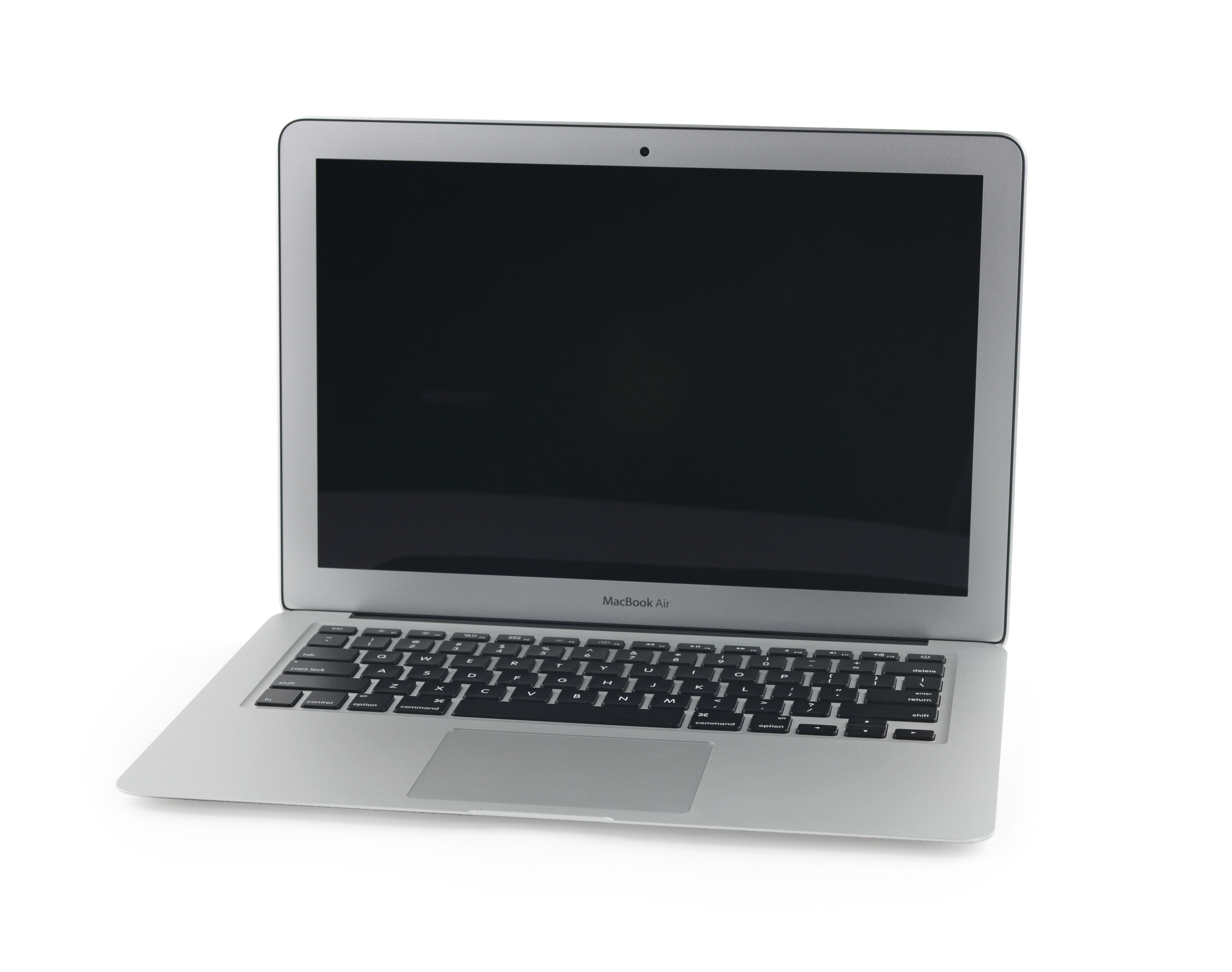
Apple MacBook Air, một chiếc máy tính xách tay mang tính di động cao với trọng lượng dưới 3,0 lb

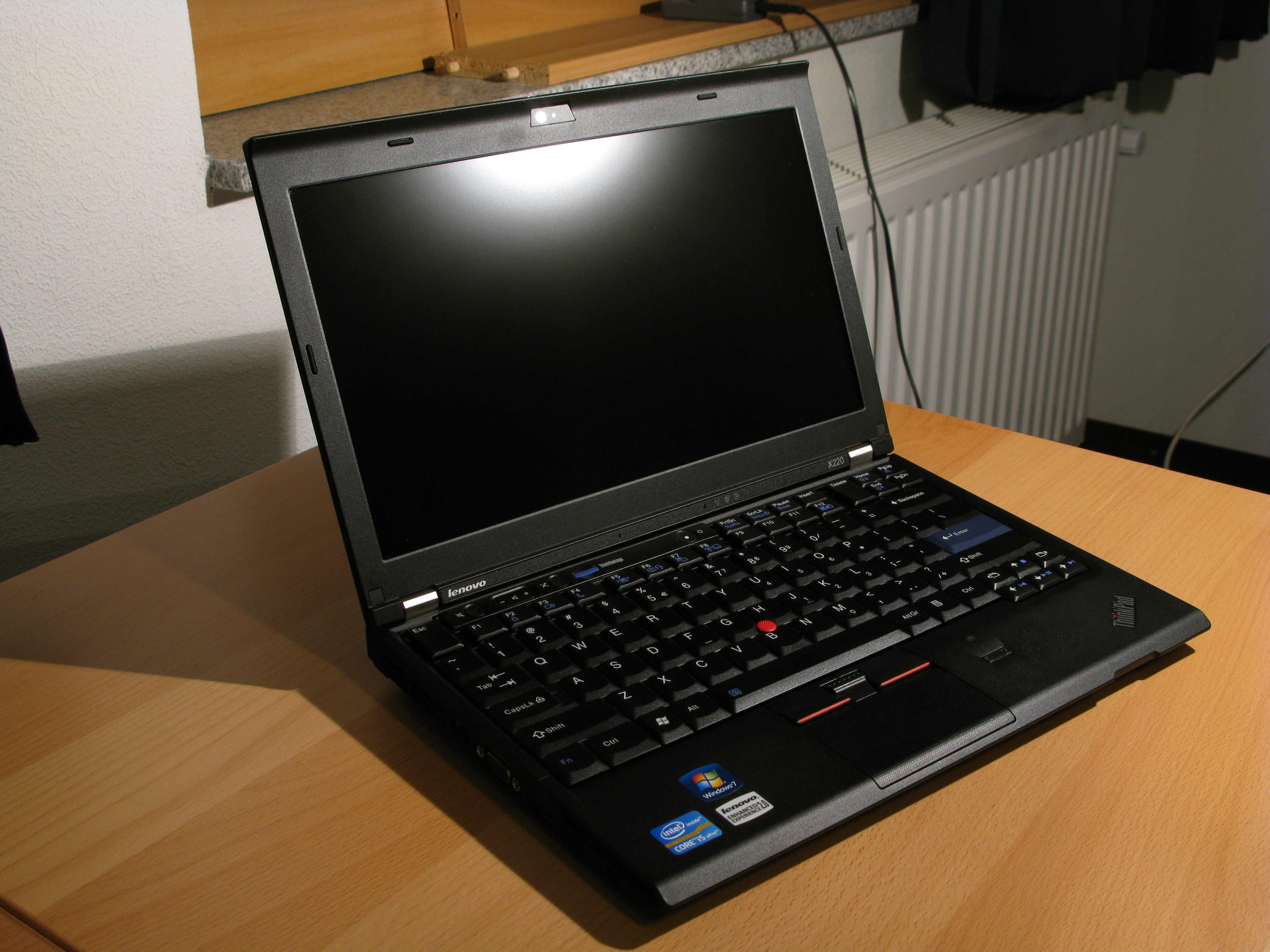
Dòng máy tính xách tay cho doanh nhân ThinkPad của Lenovo, ban đầu là sản phẩm của IBM

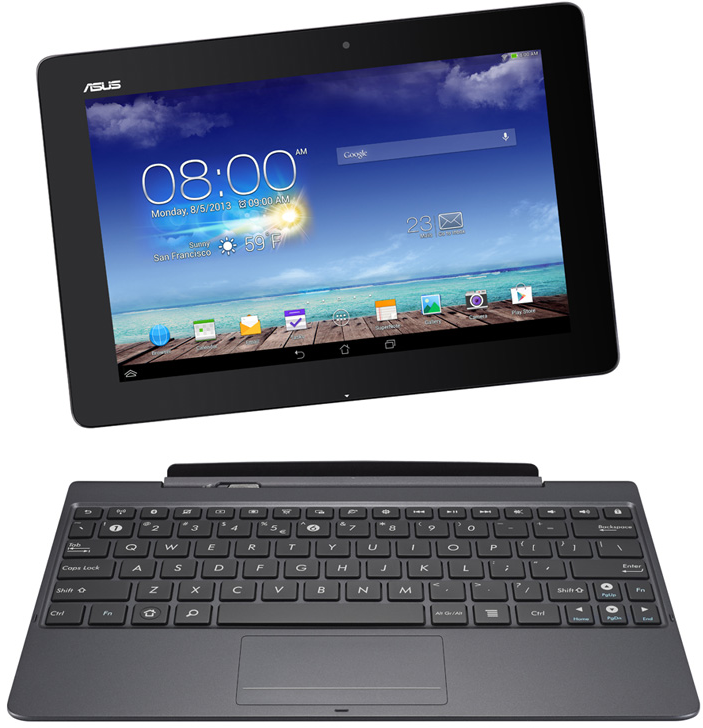
Asus Transformer Pad, một chiếc máy tính bảng lai chạy hệ điều hành Android

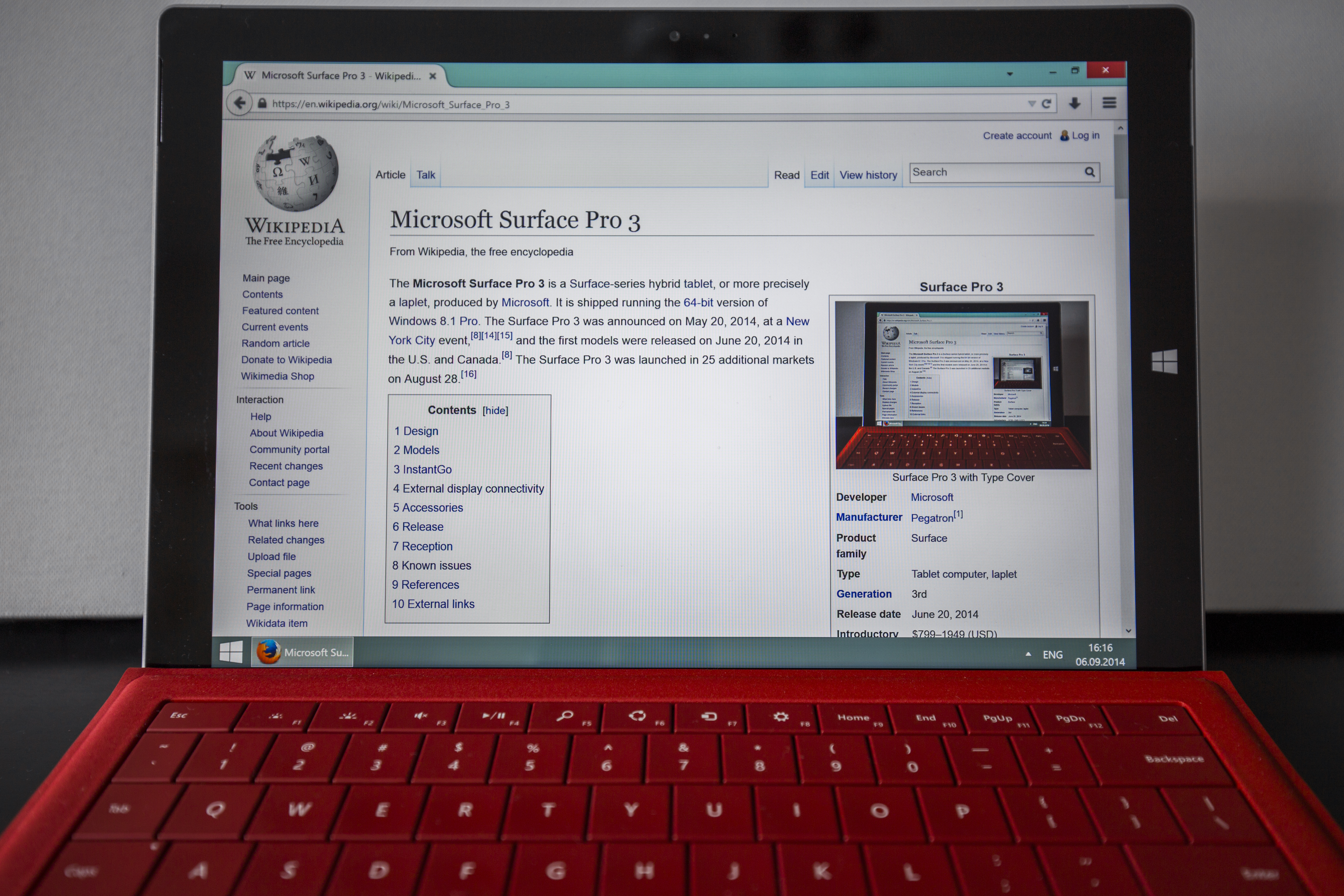
Microsoft Surface Pro 3, máy tính bảng 2-trong-1 có thể tháo rời

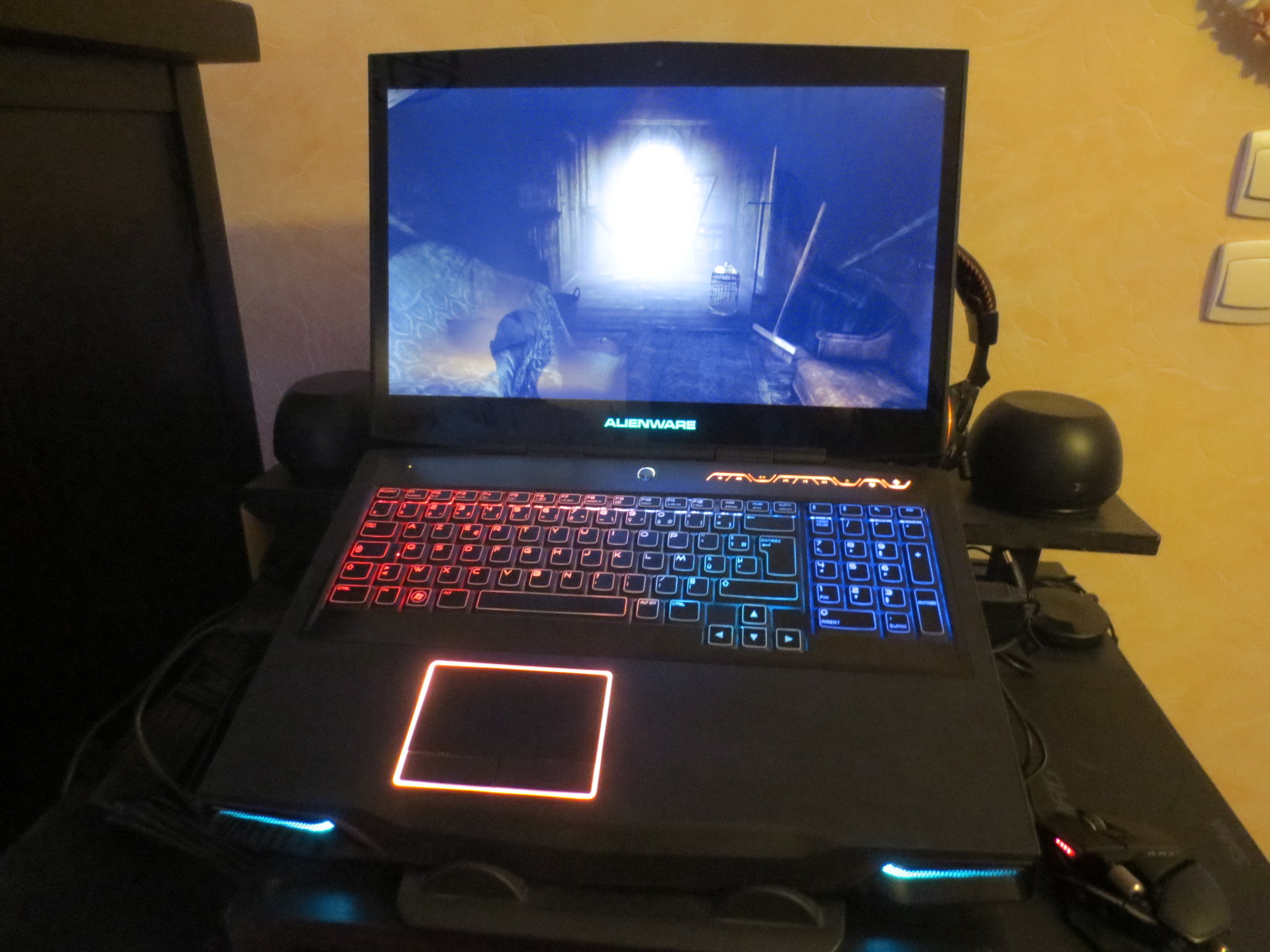
Dòng máy tính xách tay dành cho chơi game Alienware

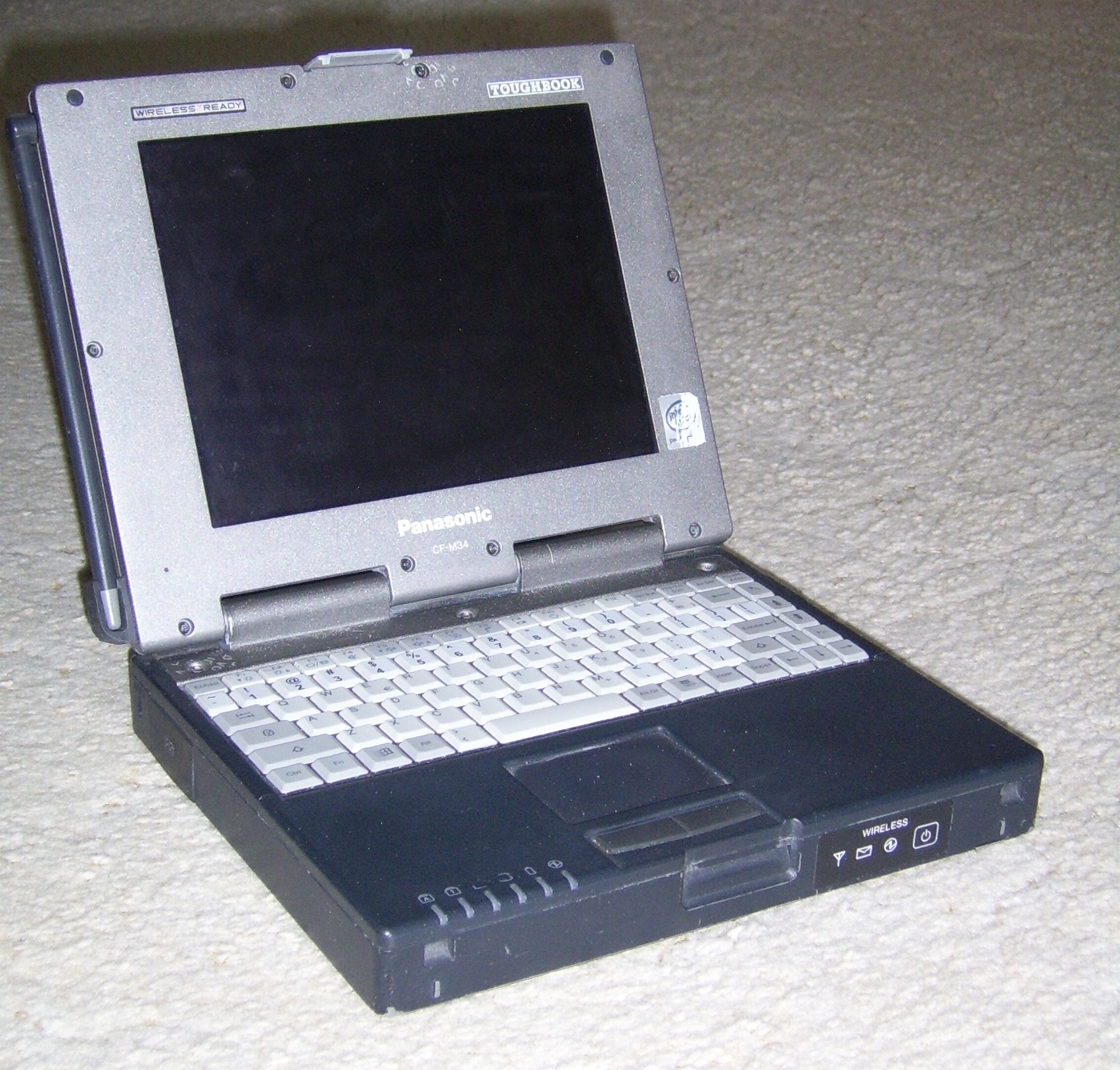
Panasonic Toughbook CF-M34, a rugged laptop/subnotebook

Kể từ khi giới thiệu laptop vào cuối những năm 1970, hình thức của chúng đã thay đổi đáng kể, tạo ra một loạt các lớp con khác nhau về mặt công nghệ và trực quan. Ngoại trừ trường hợp có một nhãn hiệu pháp lý riêng biệt xung quanh một thuật ngữ (đặc biệt là Ultrabook), hiếm khi có sự phân biệt cứng giữa các lớp này và việc sử dụng chúng đã thay đổi theo thời gian và giữa các nguồn khác nhau.

### Laptop truyền thống
Hình thức của laptop truyền thống là vỏ sò, với màn hình ở một trong các mặt bên trong và bàn phím ở phía đối diện, đối diện với màn hình. Nó có thể dễ dàng gấp lại để bảo tồn không gian trong khi đi du lịch hoặc công việc. Màn hình và bàn phím không thể truy cập trong khi đóng. Các thiết bị ở dạng này thường được gọi là 'laptop truyền thống' hoặc laptop, đặc biệt nếu chúng có kích thước màn hình từ 11 đến 17 inch được đo theo đường chéo và chạy hệ điều hành đầy đủ tính năng như Windows 10, macOS hoặc Linux. Laptop truyền thống là hình thức phổ biến nhất của laptop, mặc dù Chromebook, Ultrabook, mui trần và 2 trong 1 (được mô tả bên dưới) đang trở nên phổ biến hơn, với hiệu suất tương tự đạt được ở dạng di động hoặc giá cả phải chăng hơn.

### Subnotebook
Một subnotebook hoặc một siêu di động, là một laptop được thiết kế và bán trên thị trường, tập trung vào tính di động (kích thước nhỏ, trọng lượng thấp và tuổi thọ pin thường dài hơn). Sổ chú thích thường nhỏ hơn và nhẹ hơn so với laptop tiêu chuẩn, nặng từ 0,8 đến 2 kg (2-5 lb), với thời lượng pin vượt quá 10 giờ. Kể từ khi giới thiệu netbook và ultrabook, ranh giới giữa các subnotebook và một trong hai thể loại đã bị mờ. Netbook là một loại phụ chú cơ bản và rẻ hơn, và trong khi một số ultrabook có kích thước màn hình quá lớn để đủ điều kiện làm sổ phụ, một số ultrabook phù hợp với danh mục phụ. Một ví dụ đáng chú ý của một cuốn sách con là Apple MacBook Air.

### Netbook
Netbook là một dạng laptop rẻ tiền, trọng lượng ít, tiết kiệm năng lượng, đặc biệt phù hợp với giao tiếp không dây và truy cập mạng Internet. Netbook lần đầu tiên có sẵn trên thị trường vào khoảng năm 2008, nặng dưới 1 kg, với kích thước hiển thị dưới 9 ". Tên netbook (viết tắt của Internet là net) được sử dụng làm "thiết bị vượt trội về hiệu suất tính toán dựa trên web ". Netbook ban đầu được bán với các biến thể trọng lượng nhẹ của hệ điều hành Linux, mặc dù các phiên bản sau thường có hệ điều hành Windows XP hoặc Windows 7. Thuật ngữ "netbook" phần lớn đã lỗi thời, mặc dù các máy đã từng được gọi là netbook Các loại máy nhỏ gọn, rẻ tiền và có công suất thấp không bao giờ bị bán, đặc biệt là các mẫu Chromebook nhỏ hơn.

### Chuyển đổi, lai và 2 trong 1
Xu hướng mới nhất về sự hội tụ công nghệ trong ngành công nghiệp laptop đã tạo ra một loạt các thiết bị, kết hợp các tính năng của một số loại thiết bị riêng biệt trước đây. Các giống lai, mui trần và 2 trong 1 nổi lên như các thiết bị chéo, có chung đặc điểm của cả tablet và laptop. Tất cả các thiết bị như vậy đều có màn hình cảm ứng được thiết kế để cho phép người dùng làm việc ở chế độ máy tính bảng, sử dụng cử chỉ đa chạm hoặc bút stylus / bút kỹ thuật số.
Convertibles là thiết bị có khả năng che giấu bàn phím phần cứng. Bàn phím trên các thiết bị như vậy có thể được lật, xoay hoặc trượt phía sau mặt sau của khung, do đó biến đổi từ laptop thành tablet. Các giống lai có cơ chế tách rời bàn phím và do tính năng này, tất cả các thành phần quan trọng đều nằm trong phần có màn hình. 2 trong 1 có thể có dạng lai hoặc dạng chuyển đổi, thường được đặt tên là có thể tháo rời 2 trong 1 và chuyển đổi 2 trong 1, nhưng được phân biệt bằng khả năng chạy HĐH máy tính để bàn, như Windows 10. 2- in-1 thường được bán trên thị trường dưới dạng tablet thay thế laptop.
Những chiếc 2 trong 1 thường rất mỏng, khoảng 10 mm (0,39 in) và các thiết bị nhẹ có tuổi thọ pin dài. Các máy 2 trong 1 được phân biệt với tablet chính vì chúng có CPU kiến trúc x86 (thường là model điện áp thấp hoặc cực thấp), như Intel Core i5, chạy HĐH máy tính để bàn đầy đủ tính năng như Windows 10, và có một số cổng I / O máy tính xách tay điển hình, chẳng hạn như USB 3 và Mini DisplayPort.
Các thiết bị 2 trong 1 được thiết kế để sử dụng không chỉ như một thiết bị tiêu thụ phương tiện, mà còn là vật thay thế máy tính để bàn hoặc laptop hợp lệ, do khả năng chạy các ứng dụng máy tính để bàn, như Adobe Photoshop. Có thể kết nối nhiều thiết bị ngoại vi, chẳng hạn như chuột, bàn phím và một số màn hình ngoài với thiết bị 2 trong 1 hiện đại.
Các thiết bị Microsoft Surface Pro-series và Surface Book là ví dụ về các thiết bị có thể tháo rời 2 trong 1 hiện đại, trong khi các máy tính dòng Lenovo Yoga là một biến thể của xe mui trần 2 trong 1. Mặc dù Surface RT và Surface 2 cũ hơn có thiết kế khung gầm giống như Surface Pro, việc sử dụng bộ xử lý ARM và Windows RT của họ không phân loại chúng là 2 trong 1, mà là tablet lai. Tương tự, một số laptop lai chạy hệ điều hành di động, chẳng hạn như Android. Chúng bao gồm các thiết bị Transformer Pad của Asus, ví dụ về các giống lai với thiết kế bàn phím có thể tháo rời, không thuộc danh mục 2 trong 1.

## Phần cứng

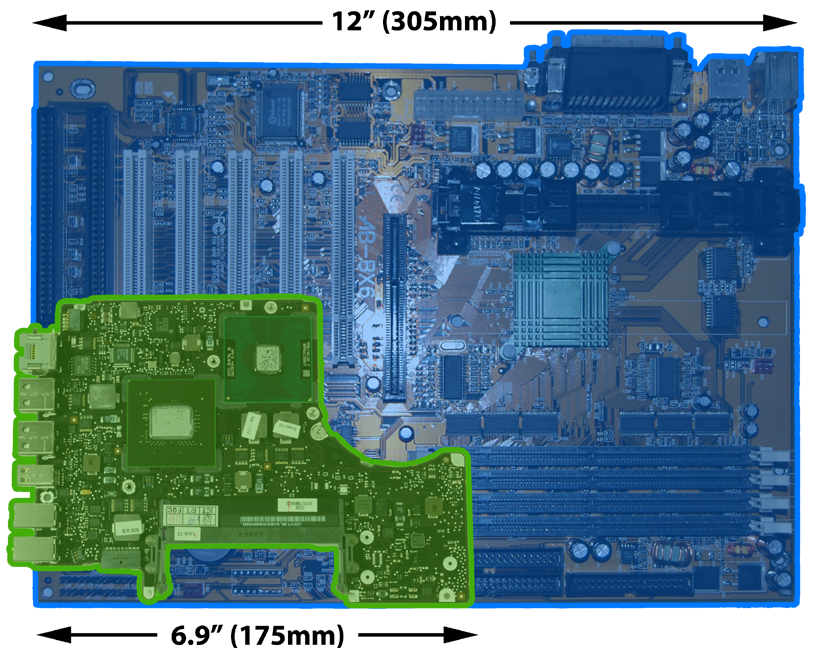
Miniaturization: a comparison of a desktop computer motherboard (ATX form factor) to a motherboard from a 13" laptop (2008 unibody Macbook)

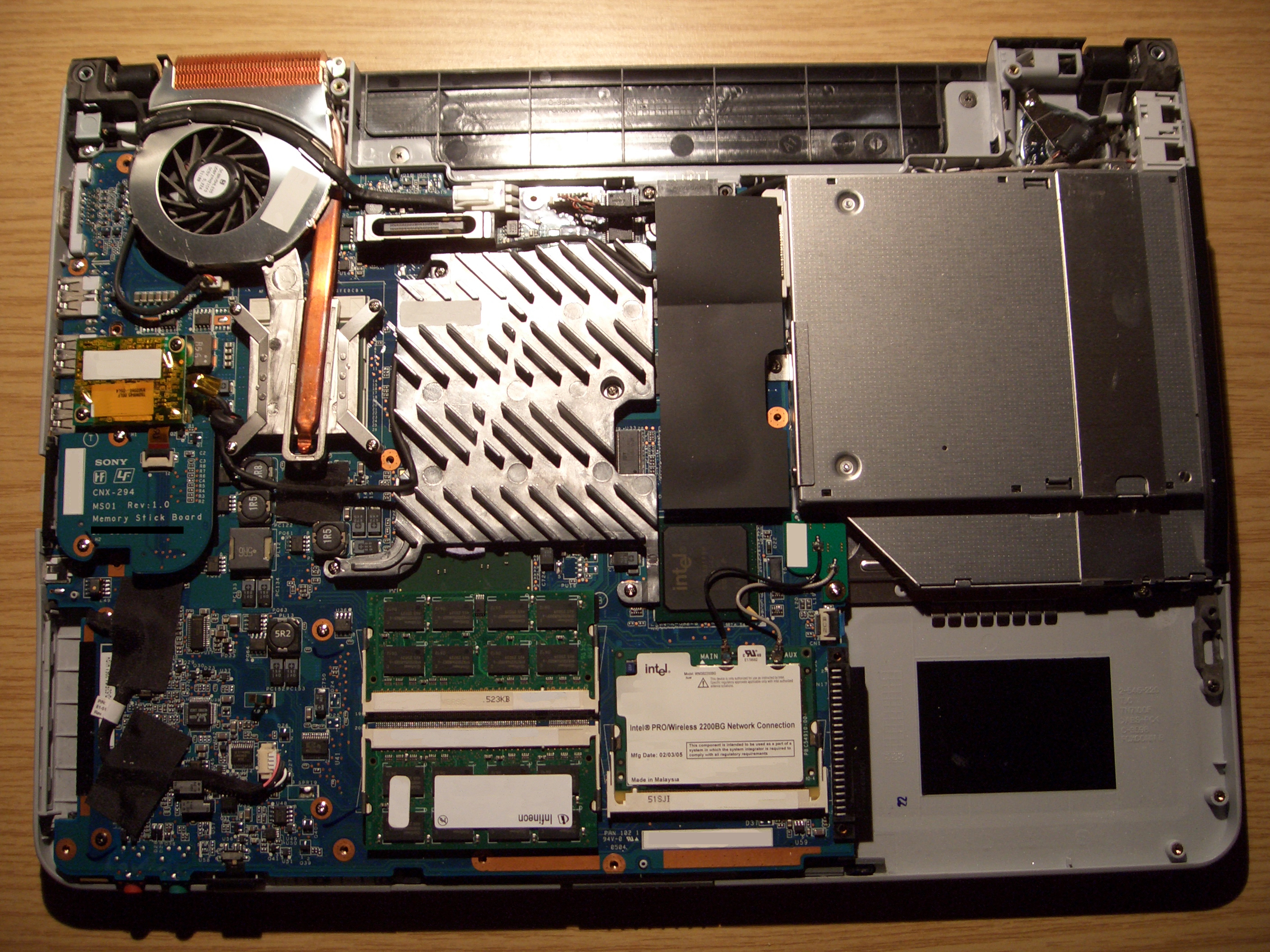
Inner view of a Sony VAIO laptop

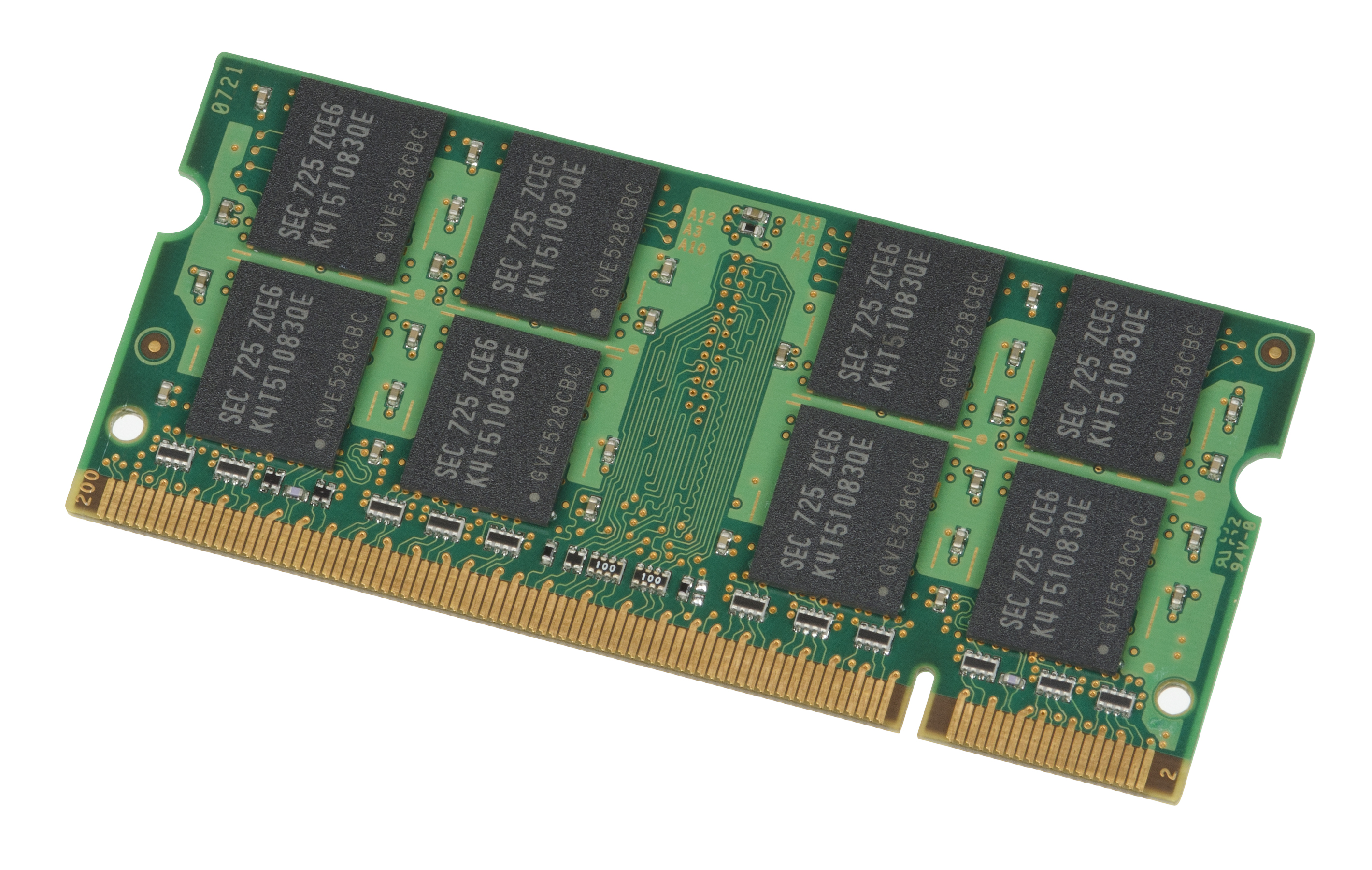
A SODIMM memory module

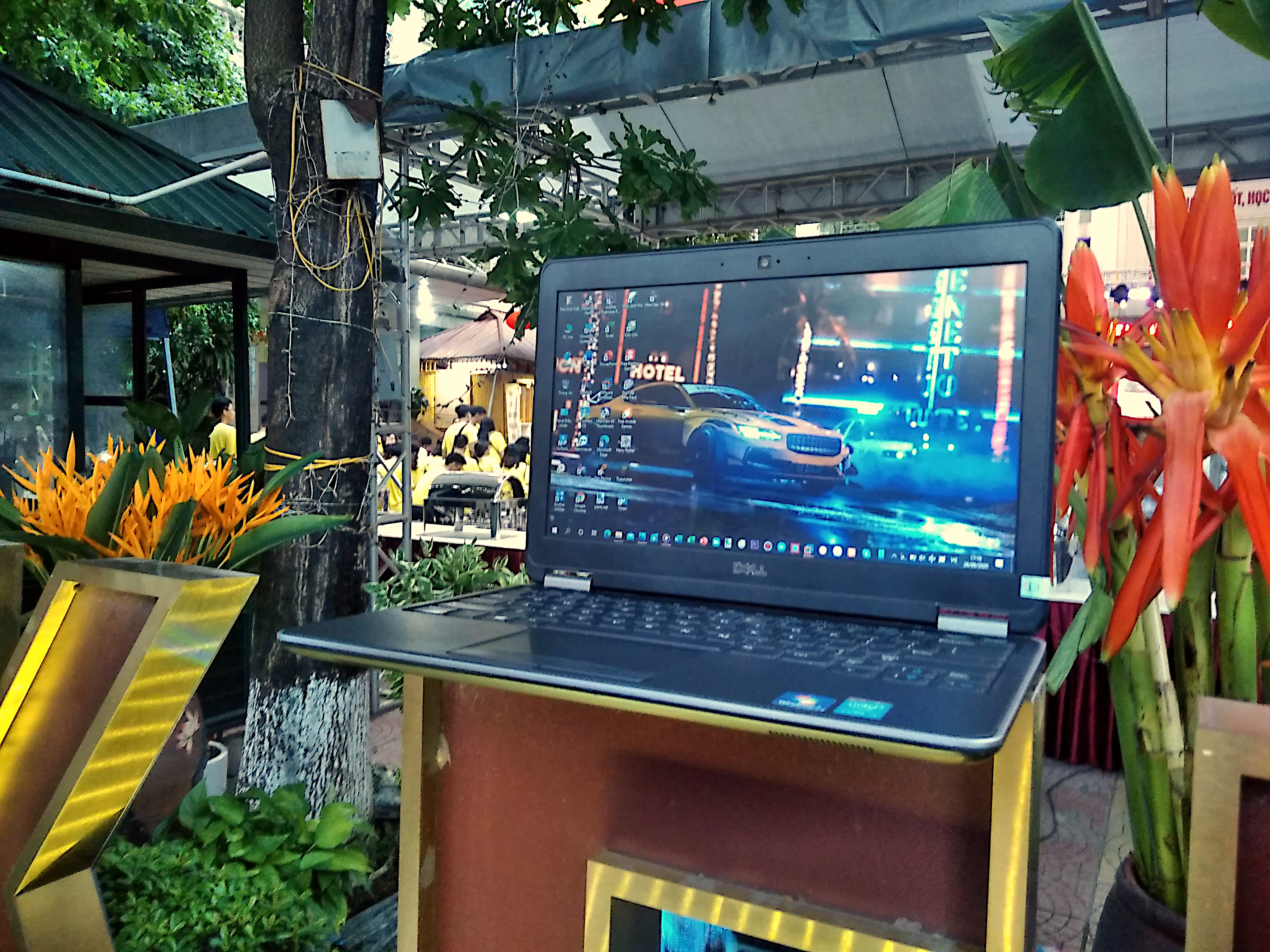
Dell Latitude, dòng máy tính xách tay dành cho doanh nhân của Dell.

Các thành phần cơ bản của laptop hoạt động giống hệt với các máy tính để bàn của chúng. Theo truyền thống, chúng được thu nhỏ và thích nghi với việc sử dụng điện thoại di động, mặc dù các hệ thống máy tính để bàn ngày càng sử dụng cùng các bộ phận nhỏ hơn, công suất thấp hơn ban đầu được phát triển cho sử dụng di động. Các hạn chế thiết kế về nguồn, kích thước và làm mát của laptop làm hạn chế hiệu suất tối đa của các bộ phận laptopy so với các bộ phận của máy tính để bàn, mặc dù sự khác biệt đó ngày càng bị thu hẹp.
Nói chung, các thành phần laptop không có ý định thay thế hoặc nâng cấp, ngoại trừ các thành phần có thể tháo rời, chẳng hạn như pin hoặc ổ đĩa CD / CDR / DVD. Hạn chế này là một trong những khác biệt chính giữa laptop và máy tính để bàn, vì các trường hợp "tháp" lớn được sử dụng trong máy tính để bàn được thiết kế để có thể thêm bo mạch chủ, đĩa cứng, card âm thanh, RAM và các thành phần khác. Trong một laptop rất nhỏ gọn, chẳng hạn như laplets, có thể không có thành phần nào có thể nâng cấp được.
Intel, Asus, Compal, Quanta và một số nhà sản xuất laptop khác đã tạo ra tiêu chuẩn Common Building Block cho các bộ phận laptop để giải quyết một số sự thiếu hiệu quả do thiếu tiêu chuẩn và không có khả năng nâng cấp các thành phần.
Các phần sau đây tóm tắt sự khác biệt và tính năng phân biệt của các thành phần laptop so với các bộ phận máy tính cá nhân để bàn:

### Màn hình
Hầu hết các laptop hiện đại đều có màn hình ma trận hoạt động màu 13 inch (33 cm) hoặc lớn hơn dựa trên ánh sáng LED với độ phân giải 1280 × 800 (16:10) hoặc 1366 × 768 (16: 9) pixel trở lên. Các mô hình với ánh sáng dựa trên LED cung cấp mức tiêu thụ điện năng ít hơn và thường tăng độ sáng. Các netbook có màn hình 10 inch (25 cm) hoặc nhỏ hơn thường sử dụng độ phân giải 1024 × 600, trong khi các netbook và subnotebook có màn hình 11,6 inch (29 cm) hoặc 12 inch (30 cm) sử dụng độ phân giải notebook tiêu chuẩn. Có màn hình độ phân giải cao hơn cho phép nhiều mặt hàng vừa vặn trên màn hình hơn, cải thiện khả năng đa nhiệm của người dùng, mặc dù ở độ phân giải cao hơn trên màn hình nhỏ hơn, độ phân giải chỉ có thể phục vụ để hiển thị đồ họa và văn bản sắc nét hơn thay vì tăng diện tích sử dụng. Kể từ khi giới thiệu MacBook Pro với màn hình Retina vào năm 2012, đã có sự gia tăng sẵn có của màn hình độ phân giải rất cao (1920 × 1080 trở lên), ngay cả trong các hệ thống tương đối nhỏ và ở độ phân giải màn hình 15 inch thông thường cao tới 3200 × 1800 có sẵn. Màn hình ngoài có thể được kết nối với hầu hết các máy tính xách tay và các model có Mini DisplayPort có thể xử lý tối đa ba.

### CPU
Bộ xử lý trung tâm (CPU) của laptop có các tính năng tiết kiệm năng lượng tiên tiến và tạo ra ít nhiệt hơn so với mục đích sử dụng hoàn toàn cho máy tính để bàn. Thông thường, CPU laptop có hai lõi xử lý, mặc dù các mô hình 4 lõi cũng có sẵn. Đối với giá thấp và hiệu năng chính, không còn có sự khác biệt đáng kể về hiệu năng giữa CPU laptop và máy tính để bàn, nhưng ở cấp cao, CPU máy tính để bàn 4 đến 8 lõi nhanh nhất vẫn vượt trội hơn hẳn bộ xử lý laptop 4 lõi nhanh nhất, tại chi phí tiêu thụ điện năng và sản xuất nhiệt lớn hơn; bộ xử lý laptop nhanh nhất đứng đầu ở nhiệt độ 56 watt, trong khi bộ xử lý máy tính để bàn nhanh nhất đứng đầu ở mức 150 watt.
Đã có một loạt các CPU được thiết kế cho laptop có sẵn từ cả Intel, AMD và các nhà sản xuất khác. Trên các kiến trúc không phải là x86, Motorola và IBM đã sản xuất chip cho các laptop Apple dựa trên PowerPC trước đây (iBook và PowerBook). Nhiều laptop có CPU có thể tháo rời, mặc dù điều này đã trở nên ít phổ biến hơn trong vài năm qua khi xu hướng này hướng tới các mẫu mỏng hơn và nhẹ hơn. Trong các laptop khác, CPU được hàn trên bo mạch chủ và không thể thay thế; điều này là gần như phổ biến trong ultrabook.
Trước đây, một số laptop đã sử dụng bộ xử lý máy tính để bàn thay vì phiên bản laptop và có hiệu suất cao với chi phí trọng lượng lớn hơn, nhiệt độ và thời lượng pin hạn chế, nhưng thực tế phần lớn đã bị tuyệt chủng vào năm 2013. Không giống như các đối tác máy tính để bàn của họ, CPU laptop gần như không thể ép xung. Một chế độ hoạt động nhiệt của laptop rất gần với giới hạn của nó và hầu như không có khoảng trống để tăng nhiệt độ hoạt động liên quan đến ép xung. Khả năng cải thiện hệ thống làm mát của laptop để cho phép ép xung là cực kỳ khó thực hiện.

### Card màn hình
Trên hầu hết các laptop, một bộ xử lý đồ họa (GPU) được tích hợp vào CPU để tiết kiệm năng lượng và không gian. Điều này đã được Intel giới thiệu với loạt bộ xử lý di động Core i-series vào năm 2010 và bộ xử lý đơn vị xử lý tăng tốc (APU) tương tự của AMD vào cuối năm đó. Trước đó, các máy cấp thấp hơn có xu hướng sử dụng bộ xử lý đồ họa được tích hợp vào chipset hệ thống, trong khi các máy cao cấp hơn có bộ xử lý đồ họa riêng. Trước đây, laptop thiếu bộ xử lý đồ họa riêng biệt bị hạn chế về tiện ích cho chơi game và các ứng dụng chuyên nghiệp liên quan đến đồ họa 3D, nhưng khả năng đồ họa tích hợp CPU đã hội tụ với bộ xử lý đồ họa chuyên dụng cấp thấp trong vài năm qua. Laptop cao cấp dành cho chơi game hoặc làm việc 3D chuyên nghiệp vẫn được trang bị chuyên dụng và trong một số trường hợp, ngay cả bộ xử lý đồ họa kép, trên bo mạch chủ hoặc như một thẻ mở rộng bên trong. Kể từ năm 2011, những thứ này hầu như luôn liên quan đến đồ họa có thể chuyển đổi để khi không có nhu cầu về bộ xử lý đồ họa chuyên dụng hiệu năng cao hơn, bộ xử lý đồ họa tích hợp tiết kiệm năng lượng hơn sẽ được sử dụng. Nvidia Optimus là một ví dụ về loại hệ thống đồ họa có thể chuyển đổi này.

### RAM
Hầu hết các laptop sử dụng các mô-đun bộ nhớ SO-DIMM (mô-đun bộ nhớ song song nhỏ), vì chúng có kích thước bằng một nửa DIMM của máy tính để bàn. Chúng đôi khi có thể truy cập từ dưới cùng của laptop để dễ dàng nâng cấp hoặc đặt ở những vị trí không dành cho người dùng thay thế. Hầu hết các laptop có hai khe cắm bộ nhớ, mặc dù một số model cấp thấp nhất sẽ chỉ có một và một số model cao cấp (thường là máy trạm kỹ thuật di động và một vài model cao cấp dành cho chơi game) có bốn khe cắm. Hầu hết các laptop tầm trung đều được nhà máy trang bị 4 RAM6 GB. Netbook thường được trang bị chỉ 1 RAM2 GB và thường chỉ có thể mở rộng lên 2 GB. Laptop có thể có bộ nhớ được hàn vào bo mạch chủ để tiết kiệm không gian, cho phép laptop có thiết kế khung mỏng hơn. Bộ nhớ hàn không thể dễ dàng nâng cấp.

### Bộ nhớ trong
Theo truyền thống, laptop có ổ đĩa cứng (HDD) là bộ lưu trữ không bay hơi chính, nhưng chúng không hiệu quả khi sử dụng trong các thiết bị di động do tiêu thụ điện năng cao, sản xuất nhiệt và sự hiện diện của các bộ phận chuyển động, có thể gây hư hỏng cho cả hai ổ đĩa và dữ liệu được lưu trữ khi laptop không ổn định về mặt vật lý, ví dụ: trong quá trình sử dụng trong khi vận chuyển nó hoặc sau khi nó vô tình rơi. Với sự ra đời của công nghệ bộ nhớ flash, hầu hết các laptop từ trung cấp đến cao cấp đều chọn các ổ cứng (SSD) nhỏ gọn, tiết kiệm năng lượng và nhanh hơn, loại bỏ nguy cơ ổ đĩa và hỏng dữ liệu do tác động vật lý của laptop. Hầu hết các laptop sử dụng ổ đĩa 2,5 inch, đây là phiên bản nhỏ hơn của hệ số dạng ổ đĩa để bàn 3,5 inch. Ổ cứng 2,5 inch nhỏ gọn hơn, tiết kiệm điện hơn và tạo ra ít nhiệt hơn, đồng thời có dung lượng nhỏ hơn và tốc độ truyền dữ liệu chậm hơn. Một số laptop rất nhỏ gọn hỗ trợ ổ cứng 1,8 inch nhỏ hơn. Tuy nhiên, đối với SSD, những sự đánh đổi liên quan đến thu nhỏ này là không tồn tại, bởi vì SSD được thiết kế để có một dấu chân rất nhỏ. SSD có yếu tố hình thức 2,5 hoặc 1,8 inch truyền thống hoặc thẻ mSATA dành riêng cho laptop. SSD có tốc độ truyền dữ liệu cao hơn, tiêu thụ điện năng thấp hơn, tỷ lệ thất bại thấp hơn và dung lượng lớn hơn so với ổ cứng. Tuy nhiên, ổ cứng có chi phí thấp hơn đáng kể.
Hầu hết các laptop có thể chứa một ổ đĩa 2,5 inch, nhưng một số lượng nhỏ laptop có màn hình rộng hơn 15 inch có thể chứa hai ổ đĩa. Một số laptop hỗ trợ chế độ kết hợp, kết hợp ổ đĩa 2,5 inch, điển hình là ổ cứng dữ liệu rộng rãi, với ổ đĩa mSATA hoặc M.2 SDD, thường có dung lượng ít hơn, nhưng tốc độ đọc / ghi nhanh hơn đáng kể. Phân vùng hệ điều hành sẽ được đặt trên SSD để tăng hiệu năng I / O của laptop. Một cách khác để tăng hiệu suất là sử dụng ổ SSD nhỏ hơn 16-32 GB làm ổ đĩa đệm với hệ điều hành tương thích. Một số laptop có thể có khả năng nâng cấp ổ đĩa rất hạn chế khi SSD được sử dụng có hình dạng không chuẩn hoặc yêu cầu thẻ con gái độc quyền. Một số laptop có không gian rất hạn chế trên ổ SSD đã cài đặt, thay vào đó dựa vào tính khả dụng của dịch vụ lưu trữ đám mây để lưu trữ dữ liệu người dùng; Chromebook là một ví dụ nổi bật của phương pháp này. Một loạt các máy chủ lưu trữ dữ liệu NAS hoặc NAS bên ngoài có hỗ trợ công nghệ RAID có thể được gắn vào hầu như bất kỳ laptop nào qua các giao diện như USB, FireWire, eSATA hoặc Thunderbolt hoặc qua mạng có dây hoặc không dây để tăng thêm không gian cho việc lưu trữ dữ liệu. Nhiều laptop cũng tích hợp đầu đọc thẻ cho phép sử dụng thẻ nhớ, chẳng hạn như những máy được sử dụng cho máy ảnh kỹ thuật số, thường là thẻ SD hoặc thẻ nhớ microSD. Điều này cho phép người dùng tải ảnh kỹ thuật số từ thẻ SD xuống laptop, do đó cho phép họ xóa nội dung của thẻ SD để giải phóng không gian để chụp ảnh mới.

### Ổ đĩa quang
Ổ đĩa quang có khả năng phát CD-ROM, đĩa compact (CD), DVD và trong một số trường hợp, Đĩa Blu-ray (BD), gần như phổ biến trên các mẫu có kích thước đầy đủ vào đầu những năm 2010. Một ổ đĩa vẫn khá phổ biến trong các laptop có màn hình rộng hơn 15 inch (38 cm), mặc dù xu hướng máy mỏng hơn và nhẹ hơn đang dần loại bỏ các ổ đĩa và máy nghe nhạc này; những ổ đĩa này không phổ biến trong các laptop nhỏ gọn, chẳng hạn như sổ phụ và netbook. Ổ đĩa quang laptop có xu hướng tuân theo một yếu tố hình thức tiêu chuẩn và thường có đầu nối mSATA tiêu chuẩn. Thường có thể thay thế một ổ đĩa quang bằng một mô hình mới hơn. Trong một số mẫu laptop nhất định, có khả năng thay thế ổ đĩa quang bằng ổ cứng thứ hai, sử dụng một caddie lấp đầy không gian thừa mà ổ đĩa quang sẽ chiếm.

### Nhập vào
Bàn phím chữ và số được sử dụng để nhập văn bản và dữ liệu và thực hiện các lệnh khác (ví dụ: các phím chức năng). Bàn di chuột (còn được gọi là trackpad), thanh trỏ hoặc cả hai, được sử dụng để điều khiển vị trí của con trỏ trên màn hình và bàn phím tích hợp được sử dụng để gõ. Bàn phím và chuột ngoài có thể được kết nối bằng cổng USB hoặc không dây, thông qua Bluetooth hoặc công nghệ tương tự. Với sự ra đời của ultrabook và hỗ trợ đầu vào cảm ứng trên màn hình của các hệ điều hành thời đại 2010, như Windows 8.1, màn hình cảm ứng đa điểm được sử dụng trong nhiều kiểu máy. Một số kiểu máy có webcam và micrô, có thể được sử dụng để liên lạc với người khác bằng cả hình ảnh và âm thanh chuyển động, thông qua Skype, Google Chat và phần mềm tương tự. Laptop thường có cổng USB và giắc micrô, để sử dụng với mic ngoài. Một số laptop có đầu đọc thẻ để đọc thẻ SD của máy ảnh kỹ thuật số.

### Cổng đầu vào / đầu ra (I / O)
Trên một laptop thông thường có một số cổng USB, một cổng màn hình ngoài (VGA, DVI, HDMI hoặc Mini DisplayPort), cổng vào / ra âm thanh (thường ở dạng một ổ cắm) là phổ biến. Có thể kết nối tối đa ba màn hình ngoài với máy tính xách tay thời đại 2014 thông qua một Mini DisplayPort duy nhất, sử dụng công nghệ truyền tải đa luồng. Apple, trong phiên bản 2015 của MacBook, đã chuyển đổi từ một số cổng I / O khác nhau sang một cổng USB-C duy nhất. Cổng này có thể được sử dụng cả để sạc và kết nối nhiều loại thiết bị thông qua việc sử dụng bộ điều hợp hậu mãi. Google, với phiên bản Chromebook Pixel được cập nhật, cho thấy xu hướng chuyển đổi tương tự sang USB-C, mặc dù giữ các cổng USB Type-A cũ hơn để tương thích tốt hơn với các thiết bị cũ hơn. Mặc dù phổ biến cho đến cuối thập niên 2000, cổng mạng Ethernet hiếm khi được tìm thấy trên các laptop hiện đại, do sử dụng rộng rãi mạng không dây, chẳng hạn như Wi-Fi. Các cổng kế thừa như cổng bàn phím / chuột PS / 2, cổng nối tiếp, cổng song song hoặc Firewire được cung cấp trên một số kiểu máy, nhưng chúng ngày càng hiếm. Trên các hệ thống của Apple và trên một số laptop khác, cũng có cổng Thunderbolt, nhưng Thunderbolt 3 sử dụng USB-C. Laptop thường có giắc cắm tai nghe, để người dùng có thể kết nối tai nghe ngoài hoặc hệ thống loa được khuếch đại để nghe nhạc hoặc âm thanh khác.

### Thẻ mở rộng
Trước đây, khe cắm Thẻ PC (trước đây là PCMCIA) hoặc ExpressCard để mở rộng thường có mặt trên laptop để cho phép thêm và xóa chức năng, ngay cả khi bật laptop; những thứ này ngày càng trở nên hiếm hơn kể từ khi giới thiệu USB 3.0. Một số hệ thống con bên trong như: Ethernet, Wi-Fi hoặc modem di động không dây có thể được triển khai dưới dạng thẻ mở rộng nội bộ có thể thay thế, thường có thể truy cập được dưới nắp truy cập ở dưới cùng của máy tính xách tay. Tiêu chuẩn cho các thẻ như vậy là PCI Express, có cả kích cỡ M.2 nhỏ và thậm chí nhỏ hơn. Trong các laptop mới hơn, không có gì lạ khi thấy chức năng Micro SATA (mSATA) trên các khe cắm thẻ PCI Express Mini hoặc M.2 cho phép sử dụng các khe cắm đó cho các ổ đĩa trạng thái rắn dựa trên SATA.

### Cung cấp pin và năng lượng
Laptop thời đại 2016 sử dụng pin lithium ion, với một số model mỏng hơn sử dụng công nghệ lithium polymer phẳng hơn. Hai công nghệ này đã thay thế phần lớn pin niken hydride kim loại cũ. Tuổi thọ pin rất khác nhau tùy theo mẫu và khối lượng công việc và có thể dao động từ một giờ đến gần một ngày. Hiệu suất của pin giảm dần theo thời gian; Giảm đáng kể dung lượng thường thấy rõ sau một đến ba năm sử dụng thường xuyên, tùy thuộc vào kiểu sạc và xả và thiết kế của pin. Những đổi mới trong máy tính xách tay và pin đã chứng kiến những tình huống trong đó pin có thể cung cấp tới 24 giờ hoạt động liên tục, giả sử mức tiêu thụ năng lượng trung bình. Một ví dụ là HP EliteBook 6930p khi được sử dụng với pin dung lượng cực lớn.
Pin của laptop được sạc bằng nguồn điện bên ngoài được cắm vào ổ cắm trên tường. Bộ nguồn cung cấp một điện áp DC thông thường trong phạm vi 7.2 Wap24 volt. Nguồn điện thường ở bên ngoài và được kết nối với laptop thông qua cáp kết nối DC. Trong hầu hết các trường hợp, nó có thể sạc pin và cung cấp năng lượng cho laptop cùng một lúc. Khi pin được sạc đầy, laptop tiếp tục chạy bằng nguồn được cung cấp bởi nguồn điện bên ngoài, tránh sử dụng pin. Pin sẽ sạc trong một khoảng thời gian ngắn hơn nếu laptop bị tắt hoặc ngủ. Bộ sạc thường thêm khoảng 400 gram (0,88 lb) vào trọng lượng vận chuyển tổng thể của laptop, mặc dù một số model nặng hơn hoặc nhẹ hơn. Hầu hết các laptop thời đại 2016 đều sử dụng pin thông minh, bộ pin có thể sạc lại với hệ thống quản lý pin tích hợp (BMS). Pin thông minh có thể đo bên trong điện áp và dòng điện, và suy ra mức sạc và các thông số SoH (Trạng thái sức khỏe), cho biết trạng thái của các tế bào.

### Tản nhiệt
Nhiệt thải từ hoạt động rất khó để loại bỏ trong không gian bên trong nhỏ gọn của laptop. Laptop ban đầu sử dụng tản nhiệt đặt trực tiếp lên các bộ phận để làm mát, nhưng khi các bộ phận nóng này nằm sâu bên trong thiết bị, cần có một ống dẫn khí lãng phí không gian lớn để xả nhiệt. Thay vào đó, các laptop hiện đại dựa vào các ống dẫn nhiệt để nhanh chóng di chuyển nhiệt thải ra các cạnh của thiết bị, để cho phép một hệ thống làm mát quạt và tản nhiệt nhỏ hơn và nhỏ gọn hơn nhiều. Nhiệt thải thường được xả ra từ người vận hành thiết bị về phía sau hoặc hai bên của thiết bị. Nhiều đường dẫn khí được sử dụng do một số cửa hút có thể bị chặn, chẳng hạn như khi thiết bị được đặt trên bề mặt phù hợp mềm như đệm ghế. Người ta tin rằng một số thiết kế có vỏ kim loại, như MacBook Pro và MacBook Air bằng nhôm của Apple, cũng sử dụng vỏ của máy làm đế tản nhiệt, cho phép nó bổ sung làm mát bằng cách tản nhiệt ra khỏi lõi thiết bị. Giám sát nhiệt độ thiết bị thứ cấp có thể làm giảm hiệu suất hoặc kích hoạt tắt khẩn cấp nếu không thể tản nhiệt, chẳng hạn như nếu laptop bị bỏ rơi và đặt bên trong hộp đựng. Tấm làm mát hậu mãi với quạt bên ngoài có thể được sử dụng với máy tính xách tay để giảm nhiệt độ hoạt động.

### Trạm nối
Trạm nối (đôi khi được gọi đơn giản là một dock) là một phụ kiện laptop có chứa nhiều cổng và trong một số trường hợp khe cắm mở rộng hoặc vịnh cho các ổ đĩa cố định hoặc di động. Một laptop kết nối và ngắt kết nối với một trạm nối, thường thông qua một đầu nối độc quyền lớn duy nhất. Trạm nối là một phụ kiện laptop đặc biệt phổ biến trong môi trường máy tính của công ty, do khả năng trạm nối để biến laptop thành máy tính để bàn thay thế đầy đủ tính năng, nhưng vẫn cho phép phát hành dễ dàng. Khả năng này có thể là lợi thế cho những nhân viên "chiến binh đường phố", những người phải thường xuyên đi công tác, và những người cũng đến văn phòng. Nếu cần thêm cổng, hoặc vị trí của chúng trên laptop là bất tiện, người ta có thể sử dụng một thiết bị thụ động rẻ hơn được gọi là bộ sao cổng. Các thiết bị này kết hợp với các đầu nối trên laptop, chẳng hạn như thông qua USB hoặc FireWire.

### Phụ kiện
Một phụ kiện phổ biến cho laptop là tay áo laptop, vỏ laptop hoặc vỏ laptop, cung cấp một mức độ bảo vệ khỏi trầy xước. Tay áo, được phân biệt bằng cách tương đối mỏng và linh hoạt, thường được làm bằng cao su tổng hợp, với những cái chắc chắn hơn làm bằng polyurethane có độ đàn hồi thấp. Một số tay áo laptop được bọc trong nylon đạn đạo để cung cấp một số biện pháp chống thấm. Các trường hợp cồng kềnh và chắc chắn hơn có thể được làm bằng kim loại với lớp đệm polyurethane bên trong và có thể có khóa để tăng cường bảo mật. Kim loại, vỏ đệm cũng cung cấp bảo vệ chống lại tác động và giọt. Một phụ kiện phổ biến khác là bộ làm mát laptop, một thiết bị giúp hạ nhiệt độ bên trong của laptop một cách chủ động hoặc thụ động. Một phương pháp hoạt động phổ biến liên quan đến việc sử dụng quạt điện để thu nhiệt từ laptop, trong khi phương pháp thụ động có thể liên quan đến việc đặt laptop lên một số loại đệm để nó có thể nhận được nhiều luồng không khí hơn. Một số cửa hàng bán miếng đệm laptop cho phép người nằm trên giường sử dụng laptop.

### Các tính năng lỗi thời
Các tính năng mà một số mẫu laptop đầu tiên được sử dụng không có trong hầu hết các laptop hiện tại bao gồm:
- Nút đặt lại ("thiết lập lại lạnh") trong một lỗ (cần một công cụ kim loại mỏng để nhấn)
- Nút tắt nguồn tức thì trong một lỗ (cần một công cụ kim loại mỏng để nhấn)
- Bộ sạc tích hợp hoặc bộ đổi nguồn bên trong laptop
- Floppy disk drive
- Serial port
- Parallel port
- Modem
- Shared PS/2 input device port
- VHS or 8mm VCR
- IrDA
- S-video port[chú thích 1]
- PC Card / PCMCIA slot
- ExpressCard slot

## So sánh với máy tính để bàn

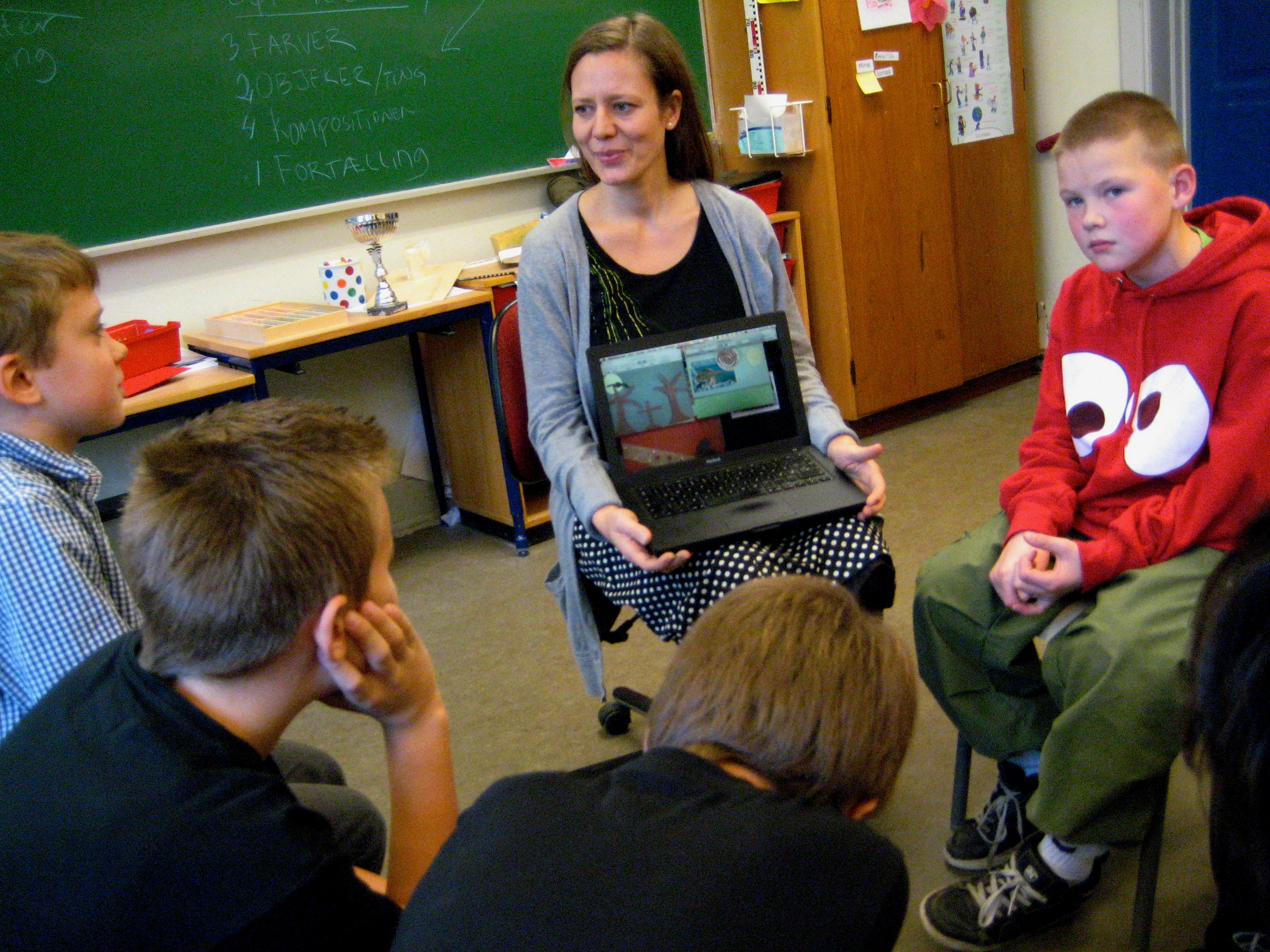
A teacher using laptop as part of a workshop for school children

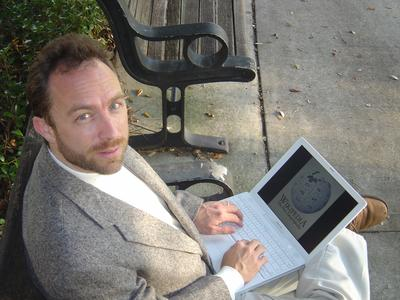
Wikipedia co-founder Jimmy Wales using a laptop on a park bench

Ưu điểm thường là tính năng đầu tiên được đề cập trong mọi so sánh laptop so với máy tính để bàn. Tính di động vật lý cho phép sử dụng laptop ở nhiều nơi, không chỉ ở nhà và tại văn phòng, mà còn trong khi đi lại và các chuyến bay, trong quán cà phê, trong giảng đường và thư viện, tại địa điểm của khách hàng hoặc tại phòng họp, v.v. Trong nhà, tính di động cho phép người dùng laptop di chuyển thiết bị của họ từ phòng khách sang phòng ăn sang phòng gia đình. Tính di động cung cấp một số lợi thế khác biệt:
- Năng suất
- Ngay lập tức
- Thông tin cập nhật
- Kết nối

Ưu điểm khác của laptop:
- Kích thước
- Tiêu thụ ít điện năng
- Sự yên tĩnh
- Pin
- Tất cả trong một
- Gấp gọn

Khuyết điểm, so với máy tính để bàn, laptop có nhược điểm ở các lĩnh vực sau:
- Hiệu năng
- Nâng cấp
- Công thái học và ảnh hưởng sức khỏe

## Bán hàng

### Nhà sản xuất
Có rất nhiều thương hiệu laptop và nhà sản xuất. Một số thương hiệu lớn cung cấp laptop trong các lớp khác nhau được liệt kê trong hộp liền kề. Các thương hiệu lớn thường cung cấp dịch vụ và hỗ trợ tốt, bao gồm tài liệu được thực hiện tốt và tải xuống trình điều khiển vẫn có sẵn trong nhiều năm sau khi một mẫu laptop cụ thể không còn được sản xuất. Tận dụng dịch vụ, hỗ trợ và hình ảnh thương hiệu, laptop từ các thương hiệu lớn đắt hơn laptop của các thương hiệu nhỏ hơn và ODM. Một số thương hiệu chuyên về một loại laptop cụ thể, như laptop chơi game (Alienware), laptop hiệu năng cao (HP Envy), netbook (EeePC) và laptop cho trẻ em (OLPC).
Nhiều thương hiệu, bao gồm cả những thương hiệu lớn, không thiết kế và không sản xuất laptop của họ. Thay vào đó, một số lượng nhỏ các nhà sản xuất thiết kế ban đầu (ODM) thiết kế các mẫu laptop mới và các thương hiệu chọn các mẫu được đưa vào dòng sản phẩm của họ. Trong năm 2006, 7 chiếc laptop lớn đã sản xuất 7 trên 10 laptop trên thế giới, trong đó laptop lớn nhất (Máy tính Quanta) chiếm 30% thị phần thế giới. Do đó, các mô hình giống hệt nhau có sẵn cả từ một nhãn hiệu chính và từ một thương hiệu nội bộ có cấu hình thấp.

### Thị phần laptop
Laptop chạy bằng pin chỉ chiếm 2% thị phần trên toàn thế giới vào năm 1986. Tuy nhiên, laptop đã trở nên ngày càng phổ biến, cho cả doanh nghiệp và sử dụng cá nhân. Khoảng 109 triệu laptop được xuất xưởng trên toàn thế giới trong năm 2007, tăng 33% so với năm 2006. Năm 2008, ước tính có 145,9 triệu laptop đã được bán và con số này sẽ tăng lên trong năm 2009 lên 177,7 triệu. Quý 3 năm 2008 là lần đầu tiên khi các lô hàng laptop trên toàn thế giới vượt quá máy tính để bàn, với 38,6 triệu đơn vị so với 38,5 triệu đơn vị.
Tháng 5 năm 2005 là lần đầu tiên laptop bán chạy hơn máy tính để bàn ở Mỹ trong suốt một tháng; tại thời điểm laptop được bán với giá trung bình $ 1.131 trong khi máy tính để bàn được bán với giá trung bình $ 696. Khi nhìn vào các hệ điều hành, đối với laptop Microsoft Windows, giá bán trung bình (ASP) cho thấy sự sụt giảm trong năm 2008/2009, có thể là do netbook giá rẻ, rút ra trung bình 689 đô la Mỹ tại các cửa hàng bán lẻ ở Mỹ vào tháng 8 năm 2008. đã giảm xuống còn 602 đô la vào tháng 1 và xuống còn 560 đô la vào tháng hai. Trong khi các máy Windows ASP giảm 129 đô la trong bảy tháng này, máy tính xách tay Apple macOS của ASP đã giảm chỉ 12 đô la từ 1.524 đô la xuống còn 1.512 đô la.